# Яришев Микола Михайлович
Микола Михайлович Яришев (нар. 8 квітня 1945, село Великоцьк, тепер Міловського району Луганської області) — український діяч, директор радгоспу «Лисичанський» Попаснянського району Ворошиловградської (Луганської) області. Народний депутат України 1-го скликання.

## Біографія
Народився у селянській родині.
У 1965—1969 роках — студент Старобільського радгоспу-технікуму Луганської області.
У 1969—1972 роках — заступник голови, керуючий відділення, у 1972—1975 роках — головний агроном колгоспу «Шлях до комунізму» Кремінського району Ворошиловградської області.
Закінчив заочно Ворошиловградський сільськогосподарський інститут, вчений агроном.
Член КПРС.
У 1975—1984 роках — керуючий відділення, секретар парткому КПУ, головний агроном колгоспу «Іскра» Попаснянського району Ворошиловградської області.
З 1984 року — головний агроном, директор радгоспу «Лисичанський» Попаснянського району Ворошиловградської (Луганської) області.
18.03.1990 року обраний народним депутатом України, 2-й тур, 52,23 % голосів, 4 претендентів. Входив до групи «Земля і воля». Член Комісії ВР України з питань агропромислового комплексу.
У 1996—1997 роках — генеральний директор Асоціації «Насіння кукурудзи».
З 1997 року — директор Луганського облрибокомбінату.